# Táxi Aéreo Ribeiro
A Táxi Aéreo Ribeiro, antiga Taxi Aéreo Weiss Ltda. é uma empresa brasileira, com sede em Curitiba, Paraná, que presta serviços de táxi aéreo, transporte de encomendas, malotes, serviços para os Correios e Banco Central do Brasil.

## Histórico
Fundada em meados de 1997, é uma empresa especializada no ramo do transporte aéreo de cargas. É controlada pelo Grupo J.C.R. Hoje também opera com transporte executivo, com grande participação no mercado.

## Serviços especializados
Fretamento de voos para passageiros, cargas, malotes documentos expressos em todo o território nacional e Cargas Perigosas. Conta com hangar próprio localizado no Aeroporto de Bacacheri, que serve também para a manutenção em suas aeronaves e de terceiros. É homologada pela ANAC para transporte de malotes para o Banco Central do Brasil (BACEN) e serviços dos Correios (RPN - Rede Postal Noturna) e Transporte de Cargas Perigosas.

## Estrutura
Conta com três hangares, centro de logística. Opera voos com aeronaves próprias e de terceiros.

## Aeronaves
Tem uma frota de 10 aeronaves.

## Certificação e autorização
A empresa é certificada e homologada pela ANAC